# Martin Büchel
Martin Büchel (ur. 19 lutego 1987 w Vaduz) – liechtensteiński piłkarz grający na pozycji pomocnika. 42-krotny reprezentant kraju. Aktualnie gra w klubie FC Unterföhring.

## Kariera
Jest uważany za jednego z najbardziej utalentowanych piłkarzy w Liechtensteinie. W reprezentacji kraju zadebiutował w wieku zaledwie 17 lat w spotkaniu z Holandią, rozegranym 3 września 2004 roku w Utrechcie.
W lipcu 2006 przeszedł z zespołu FC Vaduz do drużyny występującej w Swiss Super League – FC Zürich, która była wówczas mistrzem Szwajcarii.